# 고려 은제 금도금 주자 및 승반

고려 은제 금도금 주자 및 승반

고려 은제 금도금 주자 및 승반은 고려 시대에 은 위로 금을 도금한 주전자와 그 받침인 승반이다. 보스턴 미술관이 소장하고 있다.

## 배경
고려는 화려한 조형미가 넘치는 여러 예술품을 남겼다. 대표적으로 고려청자와 같은 도기, 각종 불화와 같은 그림 등이 있다. 은제 주전자와 같은 금속 공예도 활발하게 이루어졌을 것으로 보이나 오늘날 전해지는 작품은 이것이 유일하다. 조선 시기까지 유물이 남아있게 된 경위는 분명하지 않으나 1935년 일본 최대의 고미술상인 야마나카 상회의 뉴욕지점이 동양 미술품 경매를 열면서 이 주전자와 받침을 함께 출시하였고 보스턴 미술관이 낙찰받아 소장하게 되었다. 야마나카 상회의 소장 경위는 불명확하나 일제강점기였던 당시의 사정을 고려하면 도굴되었고나 도난된 미술품을 구매하였거나 누군가 보관하던 것을 팔았을 수도 있다. 미술사 연구자 신숙은 개경의 무덤에서 출토된 이 유물을 야마나카 상회가 구입한 것으로 파악하고 있다.

## 제작 시기 및 특징
보스턴 미술관은 이 은제 금도금 주자와 승반을 12세기 무렵 제작된 것으로 소개하고 있으나 당시 고려를 둘러싼 국제 관계를 생각하면 이 보다 더 이른 시기에 제작되었을 수 있다. 이러한 형태의 주전자와 받침은 북송 시기 불교와 함께 발달한 차 문화의 영향을 받아 11세기에 주로 전해졌기 때문이다.
고려 은제 금도금 주자와 승반은 보온을 위해 받침과 뚜껑을 함께 은으로 제작한 주전자 위로 금도금을 하였고 마치 대나무로 만들어 연결한 것과 같은 굴곡감을 주어 당시 차문화의 하나인 도가적 자연사상을 반영한다. 고려 시기의 그림을 보면 이렇게 만들어진 주자를 시녀가 다시 직물로 된 덮개 등으로 감싸 사용하고 있다. 뜨거운 물의 온기를 보다 오래 유지하려는 방편일 것이다. 주전자와 승반에 표현된 동물과 양식은 당시 동아시아에서 일반적으로 표현되던 것으로 고려 독자의 것이라 할 수는 없지만 그 표현 기법은 매우 세밀하여 뛰어난 기술력을 보인다. 봉황과 연꽃에는 은판을 안에서 밖으로 두들겨 모양을 잡는 타출문(打出文) 기법이 활용되었고, 은위로 입핀 금도금 역시 수준이 높다.

## 소장 및 전시
고려 은제 금도금 주자와 승반은 현재 보스턴 미술관이 소장중이다. 2018년 국립중앙박물관이 《대고려전》을 열며 잠시 반입하여 대중에 공개한 바 있다.